# Гай Папірій Карбон
Гай Папірій Карбон (лат. Gaius Papirius Carbo) — римський державний діяч II ст. до н. е., консул 120 року до н. е.

## Біографічні відомості
Походив з плебейського роду Папіріїв. Здобув популярність як блискучий адвокат — Цицерон називав його найкращим оратором свого часу.
У 131 році до н. е. був обраний народним трибуном. Запропонував проєкт закону, який надавав народним трибунам право переобиратися на посаду будь-яку кількість разів. Зусиллями Сципіона Еміліана законопроєкт був провалений. Тож, коли невдовзі Еміліан помер у власному домі, поширювалися чутки, що Карбон доклав руки до його смерті.
У 130 р. до н. е. був призначений членом комісії, що наділяла незаможних громадян земельними ділянками. У 120 до н. е. першим з Карбонів його було обрано консулом. Пізніше був звинувачений Луцієм Ліцинієм Крассом у здирництві й змушений накласти на себе руки.